# José Manuel Cardoso da Costa
José Manuel Moreira Cardoso da Costa GCC (Porto, 4 de Abril de 1938) é um jurista, docente universitário e magistrado português. Foi o 2.º Presidente do Tribunal Constitucional, exercendo funções de 30 de Outubro de 1989 a 11 de Abril de 2003, no que foi o mandato como Presidente mais longo na história do Tribunal Constitucional. Foi Juiz do Tribunal Constitucional de 1983 a 2003.
Usufrui de um subvenção mensal vitalícia de 4433 euros desde 07 de março de 2003.

## Carreira
Licenciado em Direito pela Faculdade de Direito da Universidade de Coimbra, José Manuel Cardoso da Costa exerceu a actividade de jurisconsulto, nomeadamente na área do Direito Fiscal, e foi membro do Centro de Estudos Fiscais do Ministério das Finanças.
Foi Professor Catedrático Convidado da Faculdade de Direito da Universidade de Coimbra. Antes exerceu também funções docentes na Faculdade de Direito da Universidade Católica Portuguesa, no Porto.

## Magistratura
Em 22 de Novembro de 1982 José Manuel Cardoso da Costa foi eleito Juiz Conselheiro do Tribunal Constitucional pela Assembleia da República por maioria qualificada (superior a 2/3 dos votos), conforme previsto pela Constituição, para um mandato de 6 anos a iniciar em 1983 com a instalação do Tribunal. Tomou posse em 6 de Abril de 1983. Foi sucessivamente reeleito em 1989 e 1998.
Em 30 de Outubro de 1989 foi eleito pelos demais Juízes 2.º Presidente do Tribunal Constitucional, sendo sucessivamente reeleito. Apresentou a renúncia aos cargos de Presidente e Juiz do Tribunal Constitucional em 2002 com efeitos a partir da tomada de posse do novo Conselheiro, o que se verificou em 11 de Abril de 2003.

## Condecorações
- Grã-Cruz da Ordem Militar de Nosso Senhor Jesus Cristo (9 de Junho de 2003) – Presidente Jorge Sampaio